# Cantón de Saint-Julien-l'Ars
El cantón de Saint-Julien-l'Ars era una división administrativa francesa, que estaba situada en el departamento de Vienne y la región de Poitou-Charentes.

## Composición
El cantón estaba formado por once comunas:
- Bignoux
- Bonnes
- Jardres
- La Chapelle-Moulière
- Lavoux
- Liniers
- Pouillé
- Saint-Julien-l'Ars
- Savigny-Lévescault
- Sèvres-Anxaumont
- Tercé

## Supresión del cantón de Saint-Julien-l'Ars
En aplicación del Decreto nº 2014-264 de 27 de febrero de 2014, el cantón de Saint-Julien-l'Ars fue suprimido el 22 de marzo de 2015 y sus 11 comunas pasaron a formar parte del nuevo cantón de Chasseneuil-du-Poitou.